# Britta Bilač
Britta Bilač, z domu Vörös (ur. 4 grudnia 1968 w Saalfeld/Saale) – pochodząca z Niemiec lekkoatletka reprezentująca od 1992 roku Słowenię. Specjalizowała się w skoku wzwyż.
W 1992 oraz 1996 roku brała udział w igrzyskach olimpijskich. Złota medalistka mistrzostw Europy z 1994 roku. Podczas startów w hali wywalczyła wicemistrzostwo Europy (1990) oraz wicemistrzostwo świata (1995). Dwa razy stawała na podium igrzysk śródziemnomorskich zdobywając złoto w 1993 oraz brąz w 1997 roku. Cztery razy (w latach 1992–1994) poprawiała rekord Słowenii. Medalistka mistrzostw kraju na stadionie oraz w hali reprezentowała Słowenię w pucharze Europy. Rekord życiowy: stadion – 2,00 (14 sierpnia 1994, Helsinki); hala – 2,00 (9 lutego 1994, Frankfurt nad Menem). Oba te rezultaty są aktualnymi rekordami Słowenii. 

## Osiągnięcia
| Rok  | Impreza                    | Miejsce                | Lokata            | Wynik |          |
| ---- | -------------------------- | ---------------------- | ----------------- | ----- | -------- |
| 1990 | Halowe mistrzostwa Europy  | Glasgow                | 2. miejsce        | 1,94  |          |
| 1992 | Halowe mistrzostwa Europy  | Genua                  | 4. miejsce        | 1,91  | Słowenia |
| 1992 | Igrzyska olimpijskie       | Barcelona              | 15. miejsce       | 1,83  | Słowenia |
| 1993 | Halowe mistrzostwa świata  | Toronto                | el. – 15. miejsce | 1,88  | Słowenia |
| 1993 | Igrzyska śródziemnomorskie | Langwedocja-Roussillon | 1. miejsce        | 1,92  | Słowenia |
| 1993 | Mistrzostwa świata         | Stuttgart              | 11. miejsce       | 1,88  | Słowenia |
| 1994 | Halowe mistrzostwa Europy  | Paryż                  | 7. miejsce        | 1,93  | Słowenia |
| 1994 | Mistrzostwa Europy         | Helsinki               | 1. miejsce        | 2,00  | Słowenia |
| 1995 | Halowe mistrzostwa świata  | Barcelona              | 2. miejsce        | 1,99  | Słowenia |
| 1996 | Igrzyska olimpijskie       | Atlanta                | 9. miejsce        | 1,93  | Słowenia |
| 1997 | Halowe mistrzostwa świata  | Paryż                  | 12. miejsce       | 1,90  | Słowenia |
| 1997 | Igrzyska śródziemnomorskie | Bari                   | 3. miejsce        | 1,91  | Słowenia |
| 1997 | Mistrzostwa świata         | Ateny                  | 7. miejsce        | 1,93  | Słowenia |
| 1998 | Superliga pucharu Europy   | Sankt Petersburg       | 8. miejsce        | 1,86  | Słowenia |
| 1999 | I liga pucharu Europy      | Ateny                  | 1. miejsce        | 1,95  | Słowenia |